# Barrigada
Barrigada o Barigåda è un villaggio del territorio non incorporato statunitense dell'isola di Guam. 
Al censimento del 2000 aveva una popolazione di 8.652 abitanti.